# Gerhard von Hinüber
Gerhard von Hinüber (vollständiger Name Gerhard Friedrich Otto von Hinüber, auch Otto Friedrich Gerhard von Hinüber; * 22. November 1752; † 27. Mai 1815) war ein Königlich Großbritannischer und Kurfürstlich Hannoverscher, später Königlich Hannoverscher Postmeister und Amtmann im Klosteramt Marienwerder vor Hannover.

## Herkunft
Er wurde zur Zeit der Personalunion zwischen Großbritannien und Hannover geboren. Seine Eltern waren der Postmeister, Amtmann und Gartenschöpfer Justus Jobst Anton von Hinüber (* 12. August 1718; † 14. Januar 1784) und dessen Ehefrau Anna Justine von Pape (* 19. August 1725; † 30. September 1812), Tochter des Oberpostkommissars Pape zu Hannover. Sein Vater erhielt am 21. März 1865 den Reichsadelsstand.
Gerhard war der ältere Bruder des späteren Juristen und hannoverschen Kanzleidirektors Adolf Friedrich Burchard von Hinüber (1769–1845) und des Göttinger Postmeisters Christian Karl von Hinüber (1759–1825).

## Leben

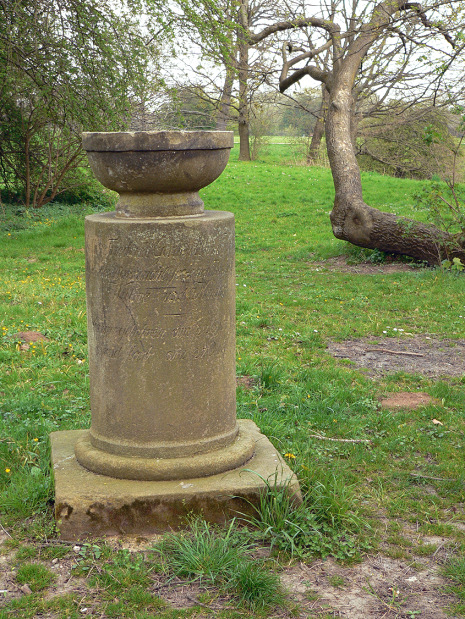
Von der Witwe und den Kindern 1815 errichtetes Denkmal für Gerhard von Hinüber im Hinüberschen Garten beim Klosteramt Marienwerder

In der Nachfolge seines Vaters bekleidete Gerhard von Hinüber in fünfter Generation das Postmeisteramt zu Hannover und in dritter Generation die Stellung des Amtmannes zu Marienwerder. Von 1792 bis 1798 besaß er das schleswig-holsteinische Gut Lehmkuhlen.
Nach von Hinübers Tod im Jahr 1815 ließen seine Witwe und deren Kinder noch im selben Jahr ein Denkmal zu Ehren des Verstorbenen in dem von Jobst Anton von Hinüber geschaffenen Hinüberschen Garten errichten, das noch heute Blickbeziehungen in dem – dort  durch Teichzuschüttung 1972 veränderten – Park im Stil eines englischen Landschaftsgartens gestattet.

## Familie
Er heiratete am 24. Oktober 1785 Sophie Julie von der Decken (* 25. Oktober 1763; † 20. März 1850). Das Paar hatte mehrere Kinder:
- Sophie Justine (* 14. Juli 1786; † 15./16. April 1857), Klosterfräulein in Isernhagen
- Amalie Justine (* 20. September 1787; † 26. März 1868), Äbtissin in Kloster Mariensee bei Neustadt
- Cäcilie Henriette (* 17. Oktober 1788; † 14. März 1870), Klosterfräulein in Mariensee
- Anna Dorothee Henriette (* 26. Januar 1790; † 2. April 1871), Priorin von Wienhausen
- Sophie Dorothee Charlotte (* 10. März 1791; † 14./15. Dezember 1863), Klosterfräulein im Kloster Walsrode
- Antoniette Luise Sophie (* 7. Oktober 1792; † 7. November 1840) ⚭ Franz Ihssen († 15. August 1877), Kammerkommissar in Eggersen, Eltern von Max Hans Karl Adolf Heinrich Hermann Ihßen
- Wilhelmine Luise (* 26. April 1795; † 30. Oktober 1858), Priorin des Klosters zur Ehre Gottes in Wolfenbüttel
- Karoline Cäcilie (* 21. April 1797; † 1. Juni 1876) ⚭ 1841 Franz Ihssen († 15. August 1877)
- Karl Anton Ludwig (* 29. Dezember 1798; † 26. Januar 1859), Landesökonomierat, Amtmann im Amt Moisburg ⚭ 1829 Wilhelmine Sara Auguste von Pape (* 24. Dezember 1804; † 29. April 1881)
- Elisabeth Marie Therese (* 16. Oktober 1802; † 16. März 1881) ⚭ 1832 Friedrich von Pape († 8. Juni 1877), Wirklicher Geheimer Rat, Präsident des Oberappellationsgerichts in Celle
- Adolf Wilhelm (* 28. Mai 1805; † 24. Juni 1878), Oberamtsmann im Amt Bersenbrück⚭ 1842 Freiin Theodore Christiane Karoline Adelheid Agnes von Hammerstein-Loxten (* 21. November 1813; † 24. Januar 1897)